# Naoki Sōma
Naoki Sōma (相馬 直樹, Sōma Naoki) est un footballeur japonais, né le 19 juillet 1971 à Shizuoka.

## Biographie
En tant que défenseur, Naoki Soma fut international nippon à 58 reprises (1995-1999) pour 4 buts marqués.
Il fait partie des joueurs appelés pour la Coupe des confédérations 1995, mais il ne joue aucun match. De plus, le Japon est éliminé au premier tour.
En 1996, il remporte la Coupe Kirin, en inscrivant un but contre le Mexique et termine quart-de-finaliste de la Coupe d'Asie 1996, titulaire à tous les matchs (Syrie, Ouzbékistan, Chine, Koweït) inscrivant aussi un but contre la Chine pour une victoire (1-0).
En 1998, il inscrit un but en Coupe Kirin, contre le Paraguay, tournoi qui ne remporte pas. Il participe aussi à la Coupe du monde de football de 1998. Il joue tous les matchs en tant que titulaire (Argentine, Croatie et Jamaïque), mais le Japon est éliminé au premier tour.
En 1999, il participe à la Copa América, ne jouant qu'un seul match contre le Paraguay. Le Japon est éliminé au premier tour.
Il joua dans trois clubs japonais : Kashima Antlers, Tokyo Verdy et Kawasaki Frontale. Avec le premier, il remporte 3 J-League, 2 coupes du Japon, 2 coupes de la Ligue japonaise, 3 supercoupes du Japon. Avec le second, il ne remporte rien. avec le dernier, il remporte en 2004 la J-League2. Il fit partie de la J-League Best Eleven pendant quatre saisons consécutives (1995, 1996, 1997 et 1998)
Il arrêta sa carrière en 2005 et travaille actuellement comme expert télé.

## Palmarès
- Championnat du Japon de football
  - Champion en 1996, en 2000 et en 2001
  - Vice-champion en 1997
- Championnat du Japon de football D2
  - Champion en 2004
- Coupe du Japon de football
  - Vainqueur en 1997 et en 2000
- Coupe de la Ligue japonaise de football
  - Vainqueur en 1997 et en 2000
  - Finaliste en 1999 et en 2003
- Supercoupe du Japon
  - Vainqueur en 1997, en 1998 et en 1999
  - Finaliste en 2001
- Coupe Kirin
  - Vainqueur en 1996

## Parcours d'entraîneur
- fév. 2010-jan. 2011 :  FC Machida Zelvia
- fév. 2011-avr. 2012 :  Kawasaki Frontale
- fév. 201-déc. 2019 :  FC Machida Zelvia
- avr. 2021-jan. 2022 :  Kashima Antlers
- mai 2022-mai 2023 :  Omiya Ardija
- depuis fév. 2025 :  Kagoshima United FC